# Hierofania

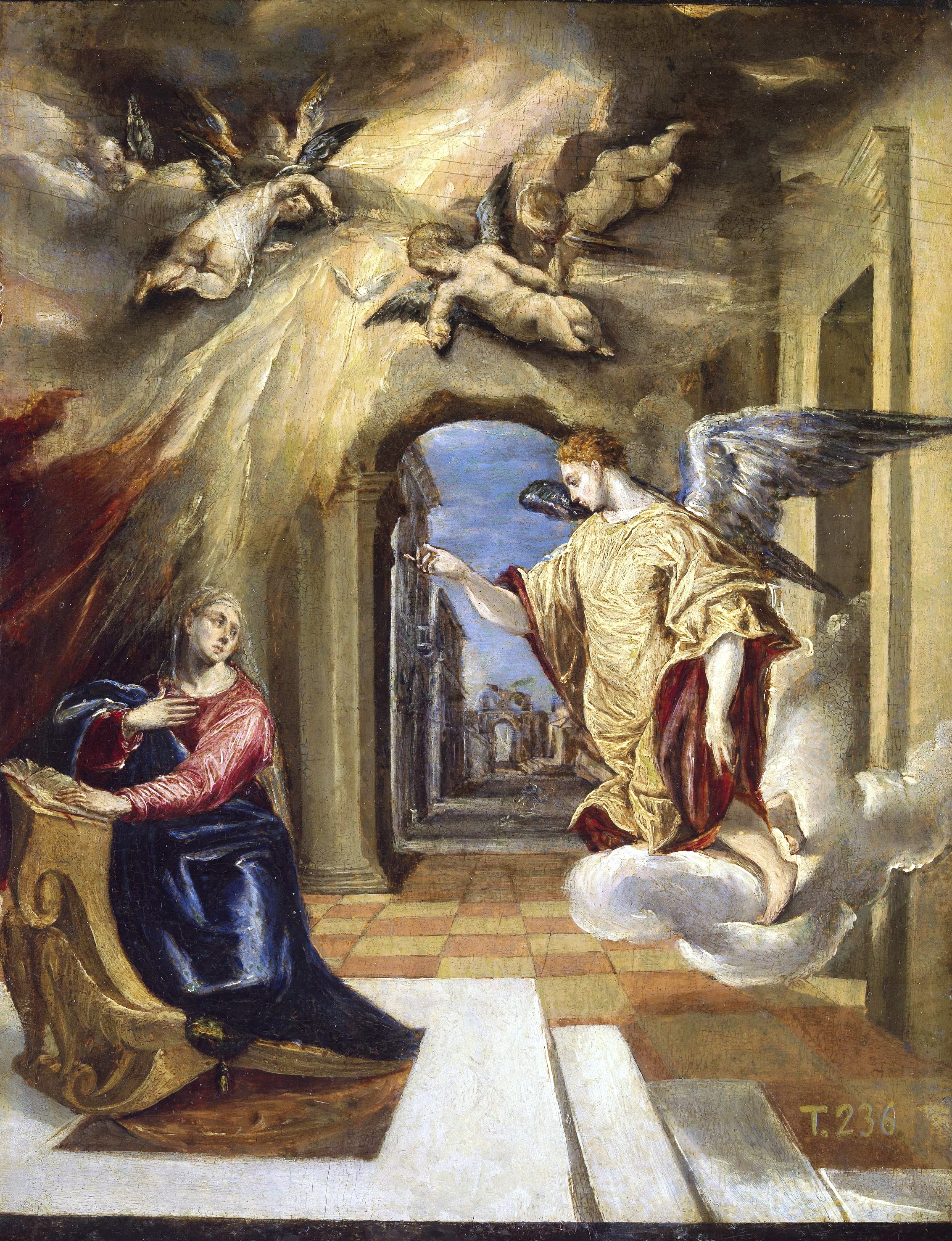
A Anunciação: o anjo Gabriel anunciou a Maria que Ela vai ser a Mãe de Jesus (El Greco, 1575).

Hierofania (do grego hieros (ἱερός) = sagrado e faneia (φαίνειν) = manifesto) pode ser definido como o ato de manifestação do sagrado.
O termo foi cunhado por Mircea Eliade em seu livro Traité d'histoire des religions (1949) para se referir a uma consciência fundamentada da existência do sagrado, quando se manifesta através dos objetos habituais de nosso cosmos como algo completamente oposto do mundo profano (ver misticismo).
Para traduzir o ato de manifestação do sagrado, Eliade sugere que o termo hierofania é necessário pois se refere apenas àquilo que corresponde ao sagrado que nos é apresentado. Eliade explica: "Para aqueles que têm uma experiência religiosa, a natureza como um todo é susceptível de se revelar como sacralidade cósmica. Cosmos como um todo pode se tornar uma hierofania. O homem das sociedades arcaicas tende a viver tanto quanto possível com o sagrado ou na privacidade dos objetos consagrados. A sociedade moderna habita um mundo dessacralizado".
Tal perspectiva fenomenológica do sagrado, apreende que na história da humanidade a manifestação do sagrado (hierofania), torna-se ahistórica, uma vez que essa manifestação, interpretada como  um mito (Instituição humana), ao ser reproduzida no decorrer do tempo em ritos, ela retorna a época mítica, em seu surgimento primordial e se refaz de modo cíclico. Essa percepção do tempo é explorada em O Mito Eterno do retorno: " Todos os sacrifícios são feitos no mesmo instante mítico do princípio; o tempo profano e a duração são suspensos pelo paradoxo do rito. E o mesmo se passa com todas as repetições, ou seja, com todas as imitações dos arquétipos; através dessa imitação, o homem é projectado numa época mítica, em que os arquétipos foram  pela primeira vez revelados.".   